# Jeanne Viguière

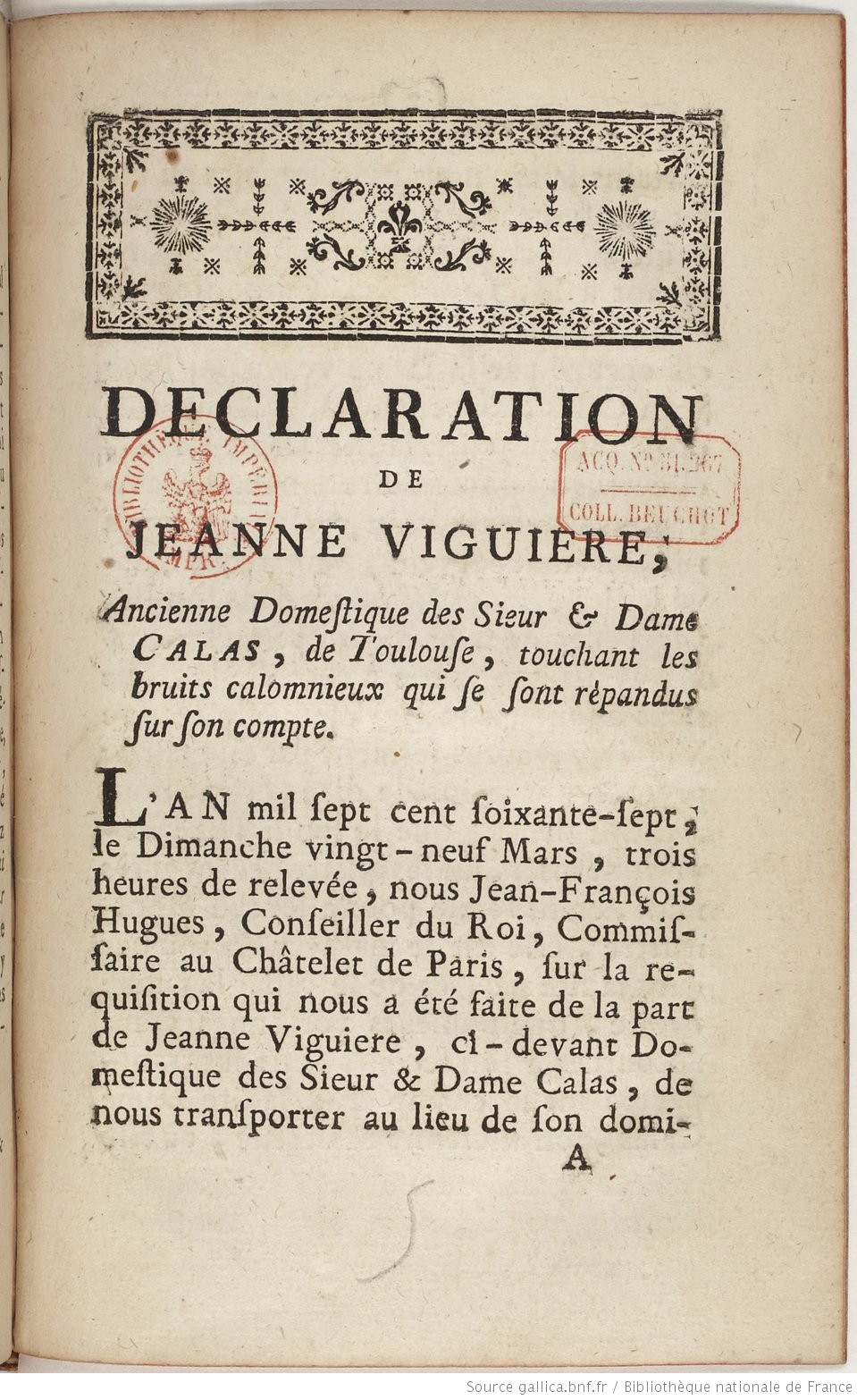
Llibre sobre la declaració de Jeanne Viguière

Jeanne Viguière (segle xviii) va ser una dona devota catòlica, serventa de la família, partícip del cas de la família Calas, afer judicial produït a la ciutat francesa de Tolosa de Llenguadoc.

## Context Històric (explicació del cas de la família Calas)
L'esdeveniment es va ocasionar el 13 d'octubre de 1761, quan el fill gran de la família, Marc-Antoine Calas, va ser descobert mort, amb una corda al voltant del seu coll. Malgrat que totes les proves apuntaven a un cas de suïcidi, les autoritats del Parlament de Toulouse van jutjar-lo com si es tractés d'un cas d'homicidi. Emportats per les enraonies dels veïns (que acusaven el pare i el segon germà d'haver assassinat el germà gran per motius religiosos), els jutges van imposar una sentència molt severa; els dos van ser sentenciats a la roda, és a dir, a mort (tot i que després de les últimes declaracions del pare de la família abans d'expirar, en les quals confirmà la seva innocència i la del seu fill, els jutges van commutar la pena del fill a un desterrament fora de la ciutat).
Jeanne Viguière és un personatge clau en el cas d'aquesta família protestant francesa perquè ella, a diferència dels Calas (que havien estat convertits forçosament, ja que ells realment formaven part del protestantisme), era una catòlica fidel a la seva confessió, que era la religió predominant de la França del segle xviii. Tot i pertànyer al catolicisme, el testimoni de la criada en el judici va quedar totalment desestimat, i va ser jutjada d'igual manera que la resta de la família; això és una evidència del fanatisme religiós que imperava en la societat francesa de l'època.
Finalment, quatre anys més tard de l'assassinat del fill gran de la família, tots els jutges del Consell d'Estat, a Versalles, van declarar unànimement la innocència de la família, considerant la sentència anterior dictaminada pel Parlament de Tolosa clarament abusiva. En honor de la família i per compensar els danys, van rehabilitar la memòria del pare, Jean Calas, i van autoritzar la família a acudir davant qui correspongués per actuar contra els jutges, amb l'objectiu de poder reclamar i obtenir les despeses i l'herència que els vuit jutges de Tolosa els havien pres i repartit entre ells mateixos. Finalment, se li va lliurar a la família una gran suma de trenta-sis mil lliures, tres mil de les quals van ser destinats a Jeanne Viguière, la criada, que s'havia vist igualment afectada que la família per la sentència.

## Voltaire
Fa diferents referències sobre l'afer Calas dins del seu llibre "El Tractat de la Tolerància" 
-"Hi ha humanitat i justícia entre els homes i principalment en el consell d'un rei amat i digne de ser-ho",
- "Aquest Déu sap que només ens ha animat un esperit de Justícia, de veritat i de pau quan hem escrit el que pensàvem de la tolerància, amb ocasió de Jean Calas, a qui l'esperit de la intolerància va matar"
- "Encara que tots tinguéssim la mateixa opinió, tot i que mai serà possible, encara que només hi hagués un home amb una opinió contrària, s'hauria de perdonar, degut que sóc jo qui el fa pensar així".

## Llibre sobre la declaració de Jeanne Viguière
•Déclaration De Jeanne Viguiere, Ancienne Domestique Des Sieur & Dame Calas, De Toulouse, Touchant Les Bruits Calomnieux Qui Se Sont Répandus Sur Son Compte de Jean François Hugues (Autor), Jeanne Viguière (Autor).
Aquest llibre, obra de Jean François Hugues i Jeanne Viguière, va ser publicat el 9 d'abril de 1767, i degut a la seva antiguitat, no s'ha conservat l'obra completa (conté pàgines perdudes, imatges borroses, marques sense explicació...etc). L'obra ens explica la veritat del que va passar en el judici i la condemna, i ho explica mitjançant les declaracions relatades per la mateixa protagonista. El recull, com s'ha esmentat anteriorment, el fa Jean François Hugues, gràcies a diferents universitats i biblioteques que han pogut recuperar aquests documents de la vida de Jeanne Viguière, i ha decidit reimprimir l'obra, ja que aquesta és considerada culturalment de rellevant importància.